# Erazm Strawiński
Erazm Strawiński herbu Sulima – podkomorzy czernihowski i nowogrodzkosiewierski w latach 1623–1631, koniuszy trocki w latach 1603–1625, rotmistrz królewski w 1609 roku.
Był protegowanym królewicza Władysława, uczestnikiem działań wojennych 1600–1611, w niewoli rosyjskiej w Niżnym Nowogrodzie w latach 1612–1619.